# Molecular Psychiatry
Molecular Psychiatry é uma revista científica de revisão por pares publicada pela Nature Publishing Group que abrange a pesquisa em psiquiatria biológica.
A revista apresenta trabalhos que visam compreender os mecanismos biológicos subjacentes aos transtornos psiquiátricos e seu tratamento, e enfatiza a pesquisa pré-clínica e clínica , incluindo pesquisas em nível celular e molecular, estudos integrativos, de neuroimagem e psicofarmacológicos.
Volumes de cinco anos ou mais são disponibilizados em acesso livre.
De acordo com o Journal Citation Reports, a Molecular Psychiatry teve um fator de impacto de 13.204 em 2016, ocupando o quarto lugar entre 142 periódicos na categoria "Psiquiatria", 8º entre 258 periódicos na categoria "Neurociências", e 7 entre 286 revistas na categoria "Biochemistry & Molecular Biology".